# Neromia rubripunctilla
Neromia rubripunctilla là một loài bướm đêm trong họ Geometridae.